# George Drummond (homme politique)
Pour les articles homonymes, voir Drummond.
George Drummond, né le 27 juin 1687 à Newton Castle (Blairgowrie) et mort le 4 décembre 1766 à Édimbourg, est un homme politique et comptable écossais.
Il est à diverses reprises Lord-prévôt d'Édimbourg entre 1725 et 1764.

## Biographie
Drummond est le petit-fils ou l'arrière-petit-fils de son homonyme George Drummond qui a été prévôt d'Édimbourg de 1683 à 1685 et qui a résidé à Anchor Close sur le Royal Mile à Édimbourg. 
Né Newton Castle à Blairgowrie, dans le Perthshire, il fait ses études au Royal High School d'Édimbourg et commence sa carrière en tant que comptable, travaillant sur les détails financiers de l'Acte d'Union de 1707 à 18 ans. En 1707, il est nommé comptable général, à 20 ans, du Conseil d'administration des douanes et est promu commissaire en 1717.
Dans les années 1720, les Anglais tentent de réformer le système fiscal écossais, ce qui entraîne des manifestations publiques en juin 1725 contre l'adoption de la taxe anglaise sur le malt en Écosse (Malt tax (en)). Lors des émeutes liées à la cette taxe, un apprenti nommé Andrew Millar défie directement l'autorité de Drummond en imprimant des documents d'opposition à Leith, en dehors de la juridiction du conseil d'Édimbourg. 
Drummond est un fervent adversaire du jacobitisme et combat une force jacobite commandée par John Erskine, comte de Mar lors de la bataille de Sheriffmuir en 1715. Il lève également une compagnie de volontaires pour tenter de défendre la ville d'Édimbourg contre une armée jacobite commandée par John Erskine par Charles Edward Stuart lors du soulèvement jacobite de 1745.
Il rejoint le conseil municipal d'Édimbourg pour la première fois en 1716. Il collecte des fonds pour construire le Royal Infirmary, conçu par William Adam en 1738, qui est rapidement devenu l'un des plus grands hôpitaux universitaires au monde. En 1760, il est responsable de la mise en service du Royal Exchange, qui devient plus tard le Edinburgh City Chambers. Il est également un grand promoteur de l'Université d'Édimbourg, encourageant son agrandissement et créant cinq chaires de médecine.
Drummond est surtout connu comme le principal promoteur de la construction de la « nouvelle ville » d'Édimbourg. Son intention est alors d'atténuer les conditions insalubres et surpeuplées de la vieille ville. En 1766, il persuade le conseil municipal de financer un projet ambitieux visant à agrandir la ville du côté nord et d'organiser un concours pour ce projet. Le concours est remporté par le jeune architecte James Craig, alors âgé de 21 ans. En 1759, Drummond commence également le drainage de l'insalubre Nor Loch qui dure des décennies et identifie la nécessité du pont Nord comme porte d'entrée de la nouvelle ville. Il en pose la première pierre en 1763.
Franc-maçon, il est initié dans la Loge d'Édimbourg (Mary's Chapel) no 1, en 1721 et devient en 1739 le maître fondateur de la Loge Drummond Kilwinnant de Greenock (aujourd'hui en sommeil). Il sert comme Grand Maître Maçon de la Grande Loge d'Écosse de novembre 1752 à novembre 1753. À ce titre, il pose la première pierre du nouveau Royal Exchange sur le Royal Mile le 13 septembre 1753. 
En 1722, Drummond est initié comme jardinier libre au Free Gardener's Lodge à Dunfermline.
Sa demeure se trouvait au nord de la ville. Elle a été achetée par le général John Scott après la mort de Drummond et réaménagée en une villa importante connue sous le nom de Bellevue House ou Lodge. Elle devient ensuite le Bureau des accises d'Édimbourg et se trouvait au centre de ce qui est de nos jours Drummond Place, nommée en son honneur. 
Il meurt à Édimbourg le 4 décembre 1766. 
Drummond est enterré au Canongate Churchyard (en). Son nom est rappelé localement par Drummond Place, la rue de la Nouvelle Ville qui a été développée à l'endroit où il possédait une maison de campagne dans ce qui est aujourd'hui Drummond Place Gardens et Drummond Street, à côté du site occupé auparavant par le Royal Infirmary.